# Rozedranec
Rozedranec (Antennarius) je rod 11 druhů ryb z čeledi rozedrancovitých (Antennariidae). Tyto ryby tráví většinu svého života na dně v relativně mělké vodě v hloubce 20 až 100 metrů. Žijí po celém světě v tropických a subtropických vodách.

## Popis a chování
Všichni rozedranci se vyznačují zavalitým tělem, které je u mnoha druhů pokryté drobnými bradavičkami, či různými výrůstky. Prsními a břišními ploutvemi se opírají o podklad. Tělo je náhodně zbarveno, včetně různých náhodných vzorů a kreseb, které přizpůsobují okolnímu prostředí, v němž se tak dokážou téměř dokonale schovat.
Jsou dobře maskovanými predátory, kteří pasivně čekají na dně na ryby či krevety pohybující se v blízkosti. Potencionální kořist lákají s pomocí masitého přívěsku zvaného ilicum na čele, který vznikl z přeměněného prvního paprsku hřbetní ploutve. Při lovu otevře rozedranec ústa, nadme se a vytvoří podtlak, kterým kořist rychle nasaje. Roztažitelná tlama umožňuje rozedrancům spolknout rybu stejně velkou, jako jsou oni sami.
Prvním popsaným druhem byl v roce 1798 rozedranec Commersonův (Antennarius commerson).

## Galerie

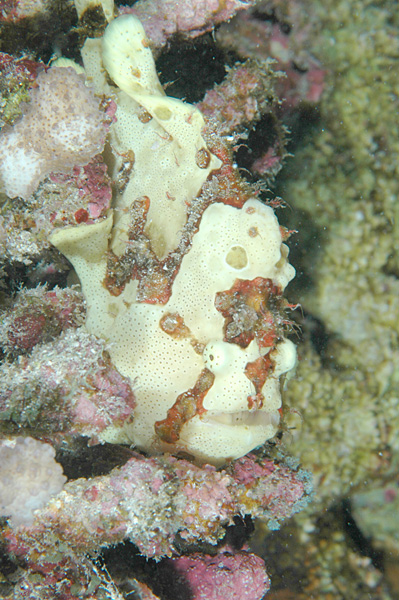
Rozedranec Commersonův, Antennarius commerson, Havaj
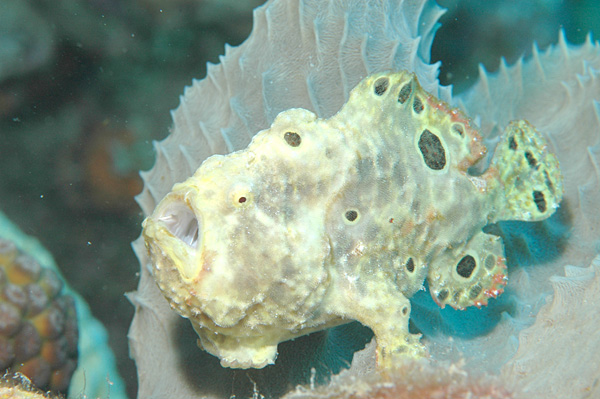
Antennarius ocellatus
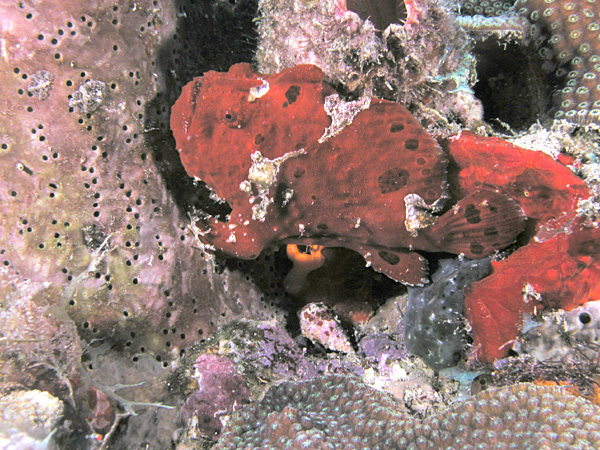
Antennarius ocellatus
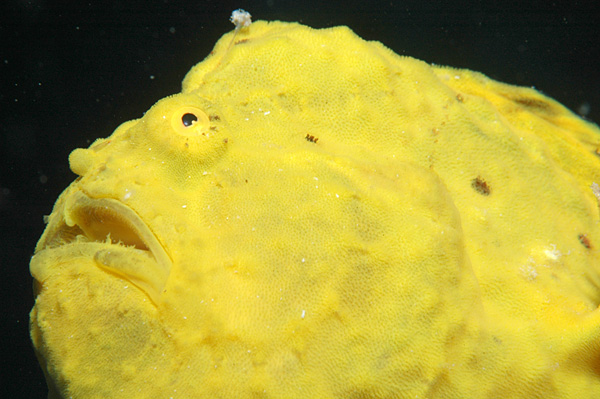
Antennarius multiocellatus
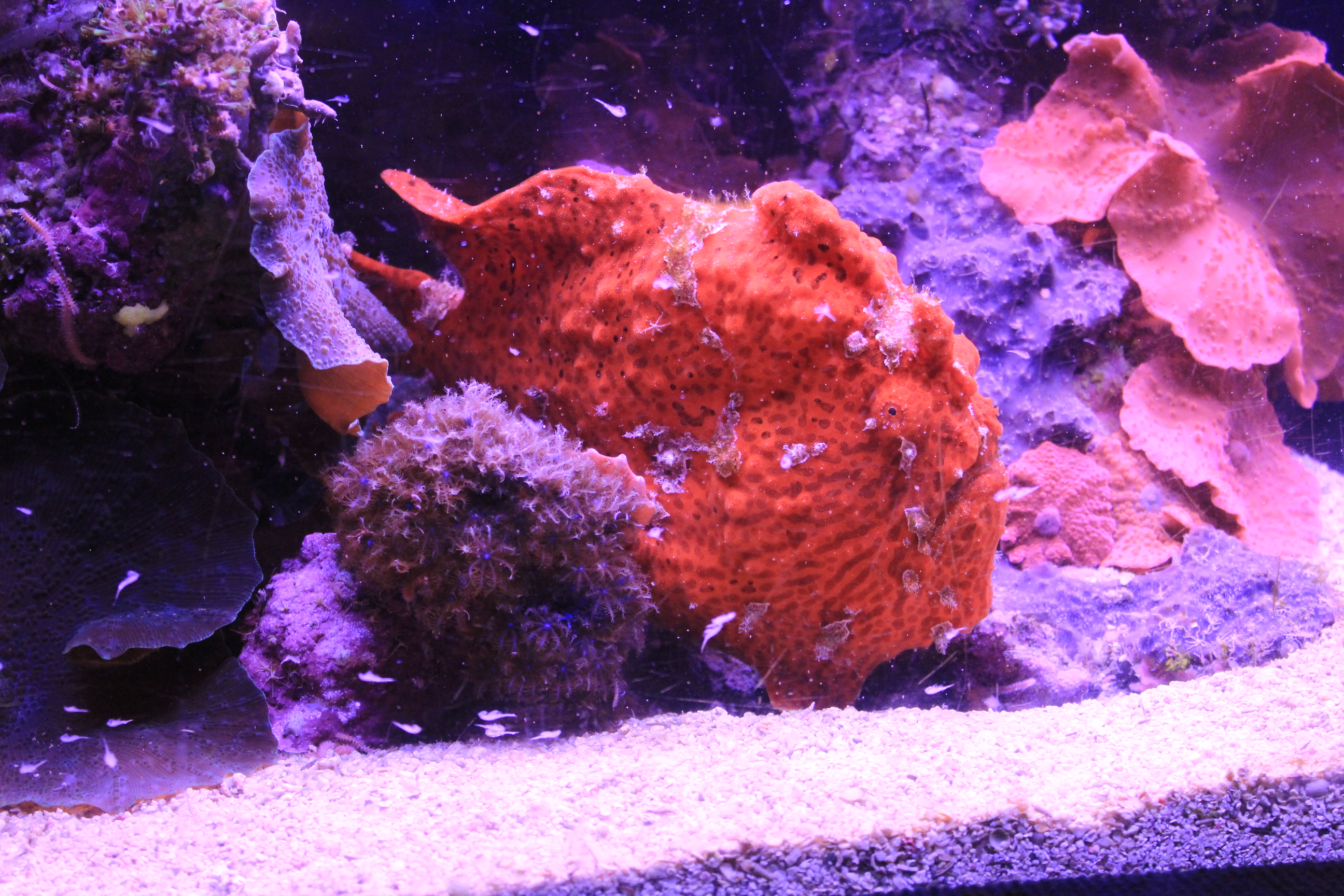
Antennarius coccineus
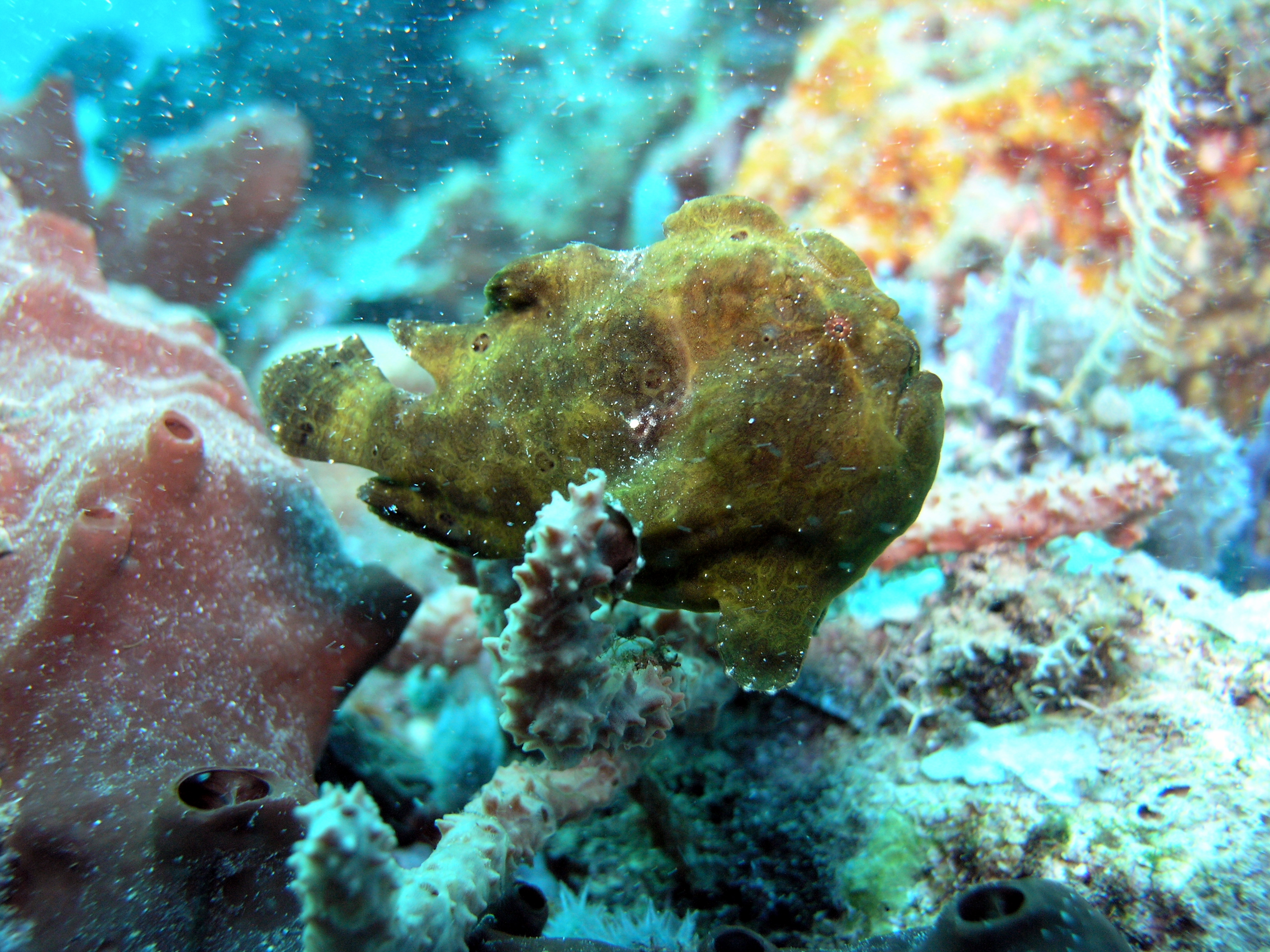
Antennarius pictus
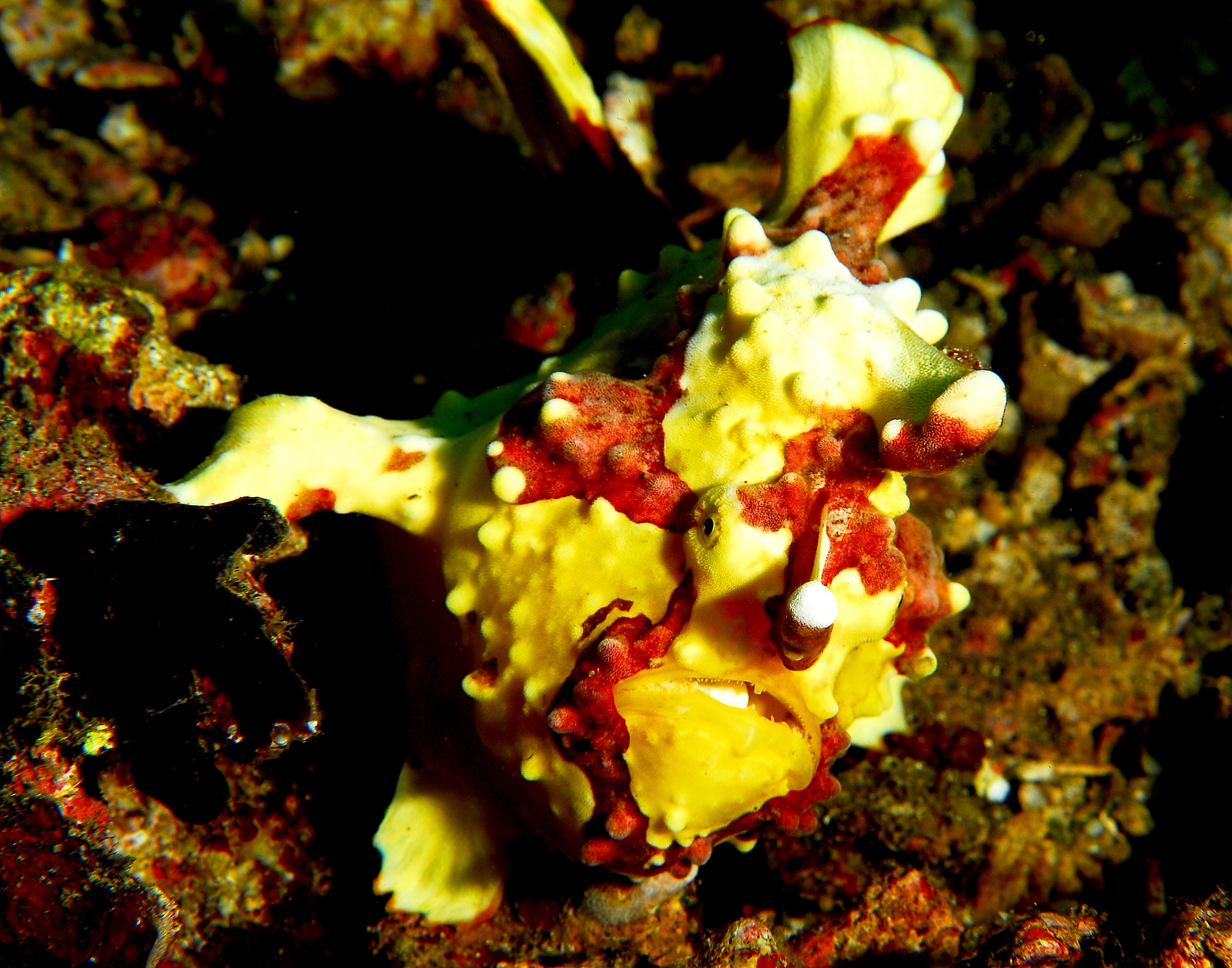
Antennarius maculatus